# 1974 en Colombie-Britannique
Chronologie de la Colombie-Britannique
- 1970
- 1971
- 1972
- 1973
- 1974
- 1975
- 1976
- 1977
- 1978

Cette page concerne des événements qui se sont produits durant l'année 1974 dans la province canadienne de Colombie-Britannique.

## Politique
- Premier ministre : Dave Barrett
- Chef de l'Opposition : Bill Bennett du Parti Crédit social de la Colombie-Britannique
- Lieutenant-gouverneur : Walter Stewart Owen
- Législature :

## Événements
- Tenue du Congrès international de mathématiques à Vancouver.
- Mise en service du Knight Street Bridge, pont routier en poutre de béton précontraint de 1450 mètres de long qui franchit la  Fraser river entre Vancouver et Richmond[1].
- Naissance des sports à disque virent à Vancouver, Kitsilano Beach, avec les  Vancouver Open Frisbee Championships[2].

## Naissances
- Deni Yvan Béchard, écrivain et journaliste.

- 17 juillet à Victoria : Winston Ulysses Stanley, joueur de rugby à XV canadien qui a joué avec l'équipe du Canada entre 1994 et 2003, évoluant au poste d'ailier (1,85 m pour 83,5 kg). En 2016, il est avec 24 essais marqués le recordman de l'équipe du Canada et le troisième joueur le plus capé avec 66 sélections.

- 28 juillet  à Victoria : Roland Green,  coureur cycliste canadien.

- 9 août à Comox : Jonathon Power, joueur de squash représentant le Canada. Il devient champion du monde en 1998 et en 1999 le premier nord-américain numéro un mondial[3].